# Loxoconcha emelwardensis
Loxoconcha emelwardensis is een mosselkreeftjessoort uit de familie van de Loxoconchidae. De wetenschappelijke naam van de soort is voor het eerst geldig gepubliceerd in 1936 door Redeke.